# 費爾班克斯鎮區 (密歇根州)
費爾班克斯鎮區（英語：Fairbanks Township）是位於美國密歇根州德爾塔縣的一個行政鎮區。

## 地方資料
費爾班克斯鎮區的面積為775.00平方千米，當中陸地面積為122.20平方千米，而水域面積為652.80平方千米。根據2020年美國人口普查的數據，當地共有人口297人，而人口密度為每平方千米0.38人。